# U-615 (tàu ngầm Đức)
U-615 là một tàu ngầm tấn công  Lớp Type VII thuộc phân lớp Type VIIC được Hải quân Đức Quốc Xã chế tạo trong Chiến tranh Thế giới thứ hai. Nhập biên chế năm 1942, nó đã thực hiện được bốn chuyến tuần tra và đánh chìm được bốn tàu buôn với tổng tải trọng 27.231 GRT. Trong chuyến tuần tra cuối cùng, U-615 bị các máy bay Martin PBM Mariner và Lockheed Ventura của Hải quân Hoa Kỳ đánh chìm trong vùng biển Caribe về phía Tây Bắc Grenada vào ngày 7 tháng 8, 1943.

## Thiết kế và chế tạo

### Thiết kế

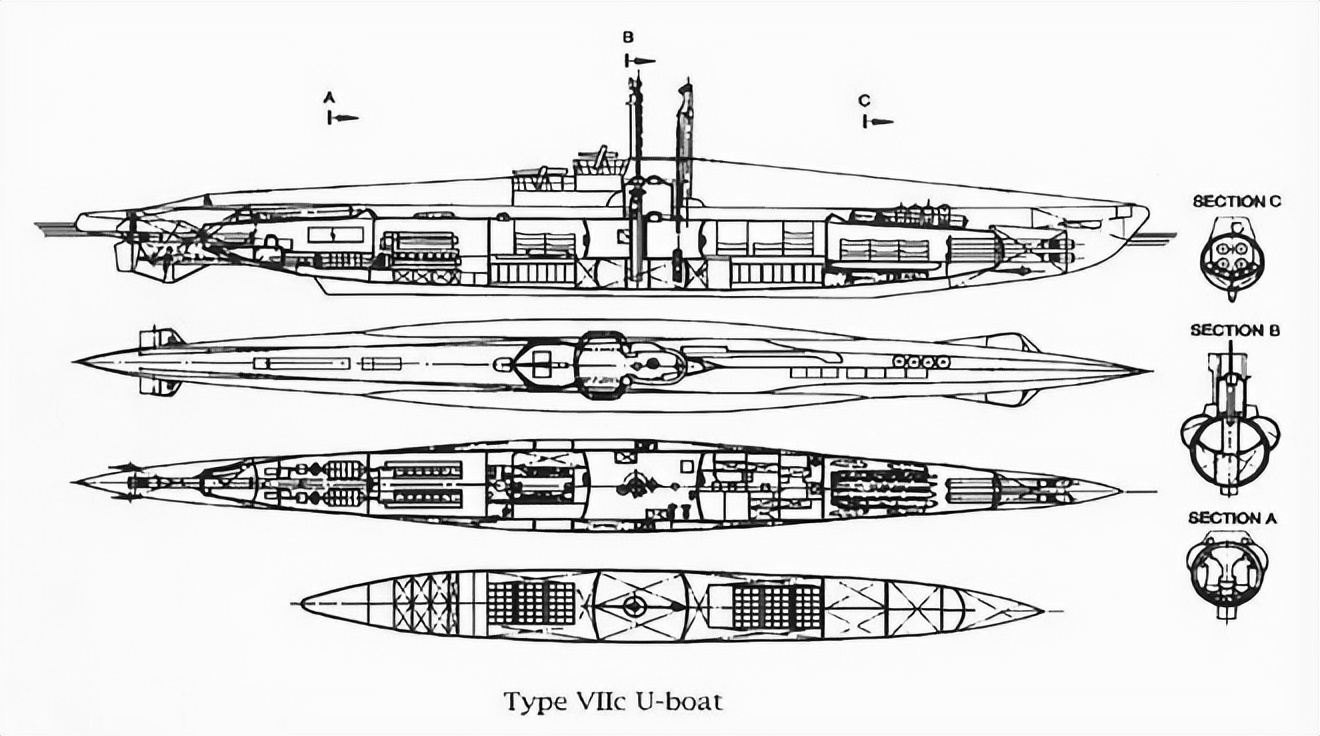
Sơ đồ các mặt cắt một tàu ngầm Type VIIC

Phân lớp VIIC của Tàu ngầm Type VII là một phiên bản VIIB được kéo dài thêm. Chúng có trọng lượng choán nước 769 t (757 tấn Anh) khi nổi và 871 t (857 tấn Anh) khi lặn). Con tàu có chiều dài chung 67,10 m (220 ft 2 in), lớp vỏ trong chịu áp lực dài 50,50 m (165 ft 8 in), mạn tàu rộng 6,20 m (20 ft 4 in), chiều cao 9,60 m (31 ft 6 in) và mớn nước 4,74 m (15 ft 7 in).
Chúng trang bị hai động cơ diesel Germaniawerft F46 siêu tăng áp 6-xy lanh 4 thì, tổng công suất 2.800–3.200 PS (2.100–2.400 kW; 2.800–3.200 bhp), dẫn động hai trục chân vịt đường kính 1,23 m (4,0 ft), cho phép đạt tốc độ tối đa 17,7 kn (32,8 km/h), và tầm hoạt động tối đa 8.500 nmi (15.700 km) khi đi tốc độ đường trường 10 kn (19 km/h). Khi đi ngầm dưới nước, chúng sử dụng hai động cơ/máy phát điện Garbe, Lahmeyer & Co. RP 137/c  tổng công suất 750 PS (550 kW; 740 shp). Tốc độ tối đa khi lặn là 7,6 kn (14,1 km/h), và tầm hoạt động 80 nmi (150 km) ở tốc độ 4 kn (7,4 km/h). Con tàu có khả năng lặn sâu đến 230 m (750 ft).
Vũ khí trang bị có năm ống phóng ngư lôi 53,3 cm (21 in), bao gồm bốn ống trước mũi và một ống phía đuôi, và mang theo tổng cộng 14 quả ngư lôi, hoặc tối đa 22 quả thủy lôi TMA, hoặc 33 quả TMB. Tàu ngầm Type VIIC bố trí một hải pháo 8,8 cm SK C/35 cùng một pháo phòng không 2 cm (0,79 in) trên boong tàu. Thủy thủ đoàn bao gồm 4 sĩ quan và 40-56 thủy thủ.

### Chế tạo
U-615 được đặt hàng vào ngày 15 tháng 8, 1940, và được đặt lườn tại xưởng tàu của hãng Blohm & Voss ở Hamburg vào ngày 20 tháng 5, 1941. Nó được hạ thủy vào ngày 8 tháng 2, 1942, và nhập biên chế cùng Hải quân Đức Quốc Xã vào ngày 26 tháng 3, 1942 dưới quyền chỉ huy của Hạm trưởng, Đại úy Hải quân Ralph Kapitzky.

## Lịch sử hoạt động

### 1942
Sau khi hoàn tất việc huấn luyện trong thành phần Chi hạm đội U-boat 8, U-615 được điều sang Chi hạm đội U-boat 3 từ ngày 1 tháng 9, 1942 để hoạt động trên tuyến đầu cho đến khi bị mất.

#### Chuyến tuần tra thứ nhất
U-615 khởi hành từ cảng Kiel, Đức vào ngày 5 tháng 9, 1942 cho chuyến tuần tra đầu tiên trong chiến tranh. Nó tiến ra Bắc Hải, rồi băng qua khe GI-UK giữa các quần đảo Shetland và Faroe để vòng qua quần đảo Anh và hoạt động tại khu vực Bắc Đại Tây Dương về phía Đông Newfoundland, Canada. Vào ngày 11 tháng 10, nó phóng ngư lôi đánh chìm chiếc tàu buôn Panama El Lago 4.221 GRT ở vị trí khoảng 442 nmi (819 km) về phía Đông Bắc mũi Race, Newfoundland.
Đến ngày 15 tháng 10, chiếc U-boat bị một máy bay ném bom B-24 Liberator thuộc Liên đội 120 Không quân Hoàng gia Anh (RAF) tấn công, nhưng nó thoát được mà không bị hư hại. Sang ngày 23 tháng 10, U-614 lại phóng ngư lôi đánh chìm chiếc tàu buôn Anh Empire Star 12.656 GRT ở vị trí khoảng 570 nmi (1.060 km) về phía Bắc quần đảo Azores. Chiếc tàu ngầm kết thúc chuyến tuần tra và quay trở về căn cứ La Pallice tại La Rochelle, bên bờ Đại Tây Dương của Pháp đã bị Đức chiếm đóng, đến nơi vào ngày 30 tháng 10.

#### Chuyến tuần tra thứ hai
Trong chuyến tuần tra tiếp theo, cùng xuất phát và kết thúc tại La Pallice và diễn ra từ ngày 25 tháng 11, 1942 đến ngày 9 tháng 1, 1943. U-615 đã hoạt động trong vùng biển giữa Bắc Đại Tây Dương, nhưng không đánh chìm được mục tiêu nào.

### 1942

#### Chuyến tuần tra thứ ba
U-615 khởi hành từ La Pallice vào ngày 18 tháng 8 cho chuyến tuần tra thứ ba, để lại hoạt động tại vùng biển Trung tâm Bắc Đại Tây Dương. Tại đây vào ngày 11 tháng 4, nó phóng ngư lôi đánh chìm chiếc tàu Liberty Hoa Kỳ Edward B. Dudley 7.177 GRT, vốn bị tách rời khỏi Đoàn tàu HX-232. Chiếc U-boat quay trở về La Pallice vào ngày 20 tháng 4.

#### Chuyến tuần tra thứ tư – Bị mất
U-615 lại xuất phát từ cảng La Pallice vào ngày 12 tháng 6 cho chuyến tuần tra thứ tư, cũng là chuyến cuối cùng, và băng qua suốt Đại Tây Dương để hoạt động ngoài khơi bờ biển Đông Bắc của lục địa Nam Mỹ. Lúc đang di chuyển trong vịnh Biscay cùng các tàu ngầm U-257 và U-600 vào ngày 14 tháng 6, nó bị một máy bay ném bom Vickers Wellington thuộc Liên đội 547 RAF bắn phá, khiến một thủy thủ tử trận.
Tại vùng biển Nam Mỹ vào ngày 28 tháng 7, nó phóng ngư lôi tấn công và đánh chìm chiếc tàu chở dầu Hà Lan Rosalia 3.177 GRT ở vị trí khoảng 10 nmi (19 km) về phía Nam Curaçao. Từ ngày hôm sau 29 tháng 7, U-615 lần lượt bị một máy bay ném bom B-18 Bolo, và những thủy phi cơ PBM Mariner liên tục tấn công trong những ngày tiếp theo; hỏa lực phòng không của U-615 đã bắn rơi một chiếc Mariner và gây hư hại cho những chiếc khác.
Đến ngày 7 tháng 8, chiếc tàu ngầm bị năm chiếc thủy phi cơ PBM Mariner thuộc các liên đội VP-204 và VP-205 phối hợp cùng một máy bay ném bom Ventura thuộc Liên đội VP-130 Hải quân Hoa Kỳ thả mìn sâu tấn công, đánh chìm ở vị trí về phía Tây Bắc Grenada, tại tọa độ 12°38′B 64°15′T / 12,633°B 64,25°T.  Bốn thành viên thủy thủ đoàn của U-615 bao gồm hạm trưởng đã tử trận, và có 43 người sống sót được cứu vớt và bị bắt làm tù binh chiến tranh.

### "Bầy sói" tham gia
U-615 từng tham gia mười bầy sói:
- Pfeil (12 – 22 tháng 9, 1942)
- Blitz (22 – 26 tháng 9, 1942)
- Tiger (26 – 30 tháng 9, 1942)
- Wotan (5 – 19 tháng 10, 1942)
- Draufgänger (1 – 11 tháng 12, 1942)
- Ungestüm (11 – 30 tháng 12, 1942)
- Burggraf (25 tháng 2 – 5 tháng 3, 1943)
- Raubgraf (7 – 20 tháng 3, 1943)
- Seewolf (24 – 30 tháng 3, 1943)
- Adler (7 – 13 tháng 4, 1943)

### Tóm tắt chiến công
U-615 đã đánh chìm được bốn tàu buôn tổng tải trọng 27.231 GRT :
| Ngày              | Tên tàu          | Quốc tịch      | Tải trọng | Số phận      |
| ----------------- | ---------------- | -------------- | --------- | ------------ |
| 11 tháng 10, 1942 | El Lago          | Panama         | 4.221     | Bị đánh chìm |
| 23 tháng 10, 1942 | Empire Star      | United Kingdom | 12.656    | Bị đánh chìm |
| 11 tháng 4, 1943  | Edward B. Dudley | United States  | 7.177     | Bị đánh chìm |
| 28 tháng 7, 1943  | Rosalia          | Netherlands    | 3.177     | Bị đánh chìm |